# Gynoplistia waigeuensis
Gynoplistia waigeuensis là một loài ruồi trong họ Limoniidae. Chúng phân bố ở miền Australasia.